# أزل (مسلسل)
أَزَل (بالتركية: Ezel) وعرف باسم إيزل هو مسلسل تلفزيوني تركي من نوع الأكشن والدراما، من إنتاج شركة آي يابيم، وإخراج اولوش بيراقدار، وتأليف كيرم ديرين وبينار بولوت. بدأ بث المسلسل على قناة Show TV في 28 سبتمبر 2009، واختتم ببث الحلقة 71 على قناة ATV في 20 يونيو 2011، ويتكون من موسمين في المجمل (في نسخة التركية). المسلسل مقتبس من رواية "الكونت دي مونت كريستو" للكاتب ألكسندر دوماس.

## قصة المسلسل
عمر أوتشار، جنكيز أطاي، علي قرغيز، وعائشة تيزجان كانوا أصدقاء يعيشون في أحد الأحياء الشعبية. والد عائشة، سردار، كان يعمل في أحد الكازينوهات الكبرى، وقرر هو وعائشة وجنكيز وعلي سرقة الكازينو وتلفيق الأدلة ضد عمر، متهمين إياه بالجريمة. لكن الأمور خرجت عن السيطرة، واضطر علي إلى قتل حارس الكازينو. اتفق علي وجنكيز وعائشة وسردار على تشويه الحقائق لتوجيه اللوم إلى عمر، وبعد شهادة عائشة ضده، حكم عليه بالسجن مدى الحياة بتهمة السرقة والقتل.
دخل عمر السجن، حيث بدأ حارس السجن بمضايقته لتحديد مكان الأموال المزعومة. لكن عمر نفى سرقته، مما أدى إلى تعرضه للضرب والتعذيب يومياً. وفي خضم المعاناة، كان هناك رجل مسن يُدعى رامز قرايسكي، المعروف بـ"الخال رامز"، الذي كان زعيم مافيا شهير. أحب الخال رامز عمر واعتنى به، مُعلماً إياه فنون القتال والدفاع عن النفس.
في يوم من الأيام، شب حريق في السجن، مما أسفر عن مقتل معظم السجناء. وفي خضم الفوضى، وجد الحارس عمر وبدأ يعذبه مجددًا. استخدم الحارس سكينًا لتشويه وجهه، لكن الخال رامز تدخل وأنقذ عمر، وبعد أن أمر بتحويله خارج السجن، خضع عمر لعملية تجميل، مغيرًا اسمه وهويته إلى أزل بيرقدار.
بعد فترة، خرج الخال من السجن وبدأ بالتخطيط مع أزل للانتقام من جنكيز وعلي وعائشة، دون أن يعلم أن سردار والد عائشة هو من أطلق فكرة السرقة.
كانت دوافع سردار للسرقة تتعلق بالمال، بينما عائشة كانت تفعل ذلك من أجل أختها المريضة، باهار. جنكيز، من جانبه، كان يحاول أن يفوز بقلب عائشة بعد أن اعتقد أن سجن عمر سيتيح له الفرصة لذلك.
علي كان يحمل سرًا عميقًا، حيث ارتكب جريمة قتل عن طريق الخطأ في شبابه، وقام والده بتحمل العقوبة بدلاً عنه. وعده والده بأن يصبح رجلًا ذا شأن عندما يخرج من السجن. ومع اقتراب خروج والده، بدأ علي يشعر بالضغط لتحقيق ذلك، لكنه اكتشف أن والده فقد الذاكرة أثناء قضائه العقوبة.
خرج أزل للانتقام من أصدقائه بمساعدة الخال رامز وتوفيق، بينما كانت عائشة تتجسس على كنان بيركان، رجل الأعمال الكبير، الذي أصبح عدو الخال. كنان كان قد وقع في حب عائشة، مما أدى إلى تطليقها من جنكيز، لكنها اكتشفت لاحقًا أنه كان وراء مقتل أختها باهار.
ثم قام كنان بخطف ابنة الخال رامز، آزاد، مما أدى إلى صراع أدى إلى وفاة الخال رامز. بعد هذه الحادثة، فقد أزل الأمل وأصبح قاتلاً بلا رحمة، عازمًا على الانتقام من كنان.
توالت الأحداث وتداخلت، وعندما قرر كنان الزواج من عائشة، شعر جنكيز بالغيرة وبدأ في تدبير خطة مع أزل وعلي للتخلص من كنان. لكن الخطة باءت بالفشل بعد أن خان جنكيز أصدقائه وأبلغ كنان بخططهم، مما أدى إلى مقتل علي.
بعد العديد من الأحداث المأساوية، اكتشف أزل أن عائشة تعاني من مرض خطير، مما دفعه لتجهيز كل شيء لابنه جان، الذي لم يكن يعلم أنه ابنه حتى يبلغ سن الرشد.
في النهاية، اجتمع أزل وعائشة في القطار، حيث توفيت عائشة بين ذراعيه. أقدم أزل على تناول السم الذي أعطاه له الخال رامز، مُنتحرًا بجانب حب حياته.
تظهر نهاية المسلسل مشهدًا مؤثرًا يعيد الذاكرة للأشخاص الذين فقدوا، ولكن المفاجأة الكبرى هي أن أزل لم يمت. يظهر جان، ابن عمر وعائشة، وهو يكشف لهويته ويعبر عن رغبته في رؤية والده. وعندما يفتح له شخص ما الباب، يبقى وجهه غير مرئي، لكن الحركة التي يقوم بها تُشير إلى أنه أزل أو عمر.

## الممثلون
- كنعان إميرزالي اوغلي بدور أزل بيرقدار ولد باسم عمر اوتشار المنتقم الذي خانه الاصدقاء
- جانصو دره بدور عائشة اطاي حبيبة عمر أو (الايزل) التي خانته من أجل ان تضفع اموال لمعالجة اختها بهار
- يجيت أوزشينير بدور جنكيز اطاي صديق عمر الذي خانه من اجل مال
- باريش فالاي بدور علي قرقيز معروف بكماشة صديق عمر يعتبر عمر مثل اخوه صديق له ماضي غميض وسبب خيانته لعمر يتبين في الحلقة الاخيرة
- صدف افجي بدور بهار تيزجان اخت عائشة طيبة القلب ومريضة احبت إيزل
- تونجيل كورتيز بدور رامز قراسكي رجل عجوز وحكيم هو الذي حما عمر في سجن ودربه وساعده ليتحول من عمر إلى ايزل وانتقام من أصدقائه
- خلوق بيلجينير بدور كنان بيركان عدو رامز قرايسكي من ماضي زعيم مافيا يتحكم في اموال الدولة
- بورشين ترزي اوغلي بدور ازاد قراسكي ابنة رامر قرايسكي احبت علي وينتهي حبها بزواج من علي
- برّاق توزن اتاش بدور بادة
- باده ايشجيل بدور ريهام سرتونا مرافقت ايزل
- سارپ اكايا بدور توفيق صايم عميل عميل خال رامز حطه لتجسس على علي قرقيز
- رضا قوجا اوغلي بدور تموز عميل كينان بيركان
- ايبك بيلجين بدور مليحه والدة أزل
- بيازت جوليرجان بدور ممتاز والد أزل
- جوراي كيب بدور كامل مساعد أزل
- كمال اوشار بدور مجد أخ أزل وصحفي حاولة ان يبين حقيقة اخوه عمر لجميع
- اوتكو باريش سرما بدور جان ابن أيشان وأزل
- صالح قاليون بدور سردار والد عائشة رجل اناني ومنافق ويحب مصلحته ومخطط لخيانة عمر اوتشار

## القنوات العربية التي عرضت النسخة المدبلجة إلى العربية
- دوزيم المغربية
- أبو ظبي الأولى الإماراتية
- ميلودي دراما المصرية
- mbc4
- ((البديل الجزائرية))
- nessma tv التونسية
- mix one المصرية

## عدد حلقات النسخة المدبلجة
- الموسم الأول: 71 حلقة (من 1 إلى 71)

## وصلات خارجية
- الموقع الرسمي
- قناة أزل على يوتيوب
- أزل على موقع IMDb (الإنجليزية)
- أزل على موقع روتن توميتوز (الإنجليزية)
- أزل على موقع نتفليكس (الإنجليزية)
- أزل على موقع كينوبويسك (الروسية)
- أزل على موقع قاعدة بيانات الفيلم (الإنجليزية)
- قناة atv
- قصة The Count of Monte Cristo